# Cephaloleia diplothemium
Cephaloleia diplothemium es un coleóptero de la familia Chrysomelidae.
Fue descrita científicamente en 1951 por Uhmann.